# 下村英士
下村 英士（しもむら えいじ、1959年10月31日 - ）は、日本の元男子バレーボール選手、バレーボール指導者。ロサンゼルスオリンピック全日本男子代表。
現在は広島経済大学男子バレーボール部監督。

## 来歴
三重県松阪市出身。松阪工高、大阪学院大を卒業後、1982年に日本専売公社（現日本たばこ産業）中国支部に入社。専売広島バレー部（現JTサンダーズ）に入部。猫田勝敏に鍛えられ、いわゆる「打てるセッター」としてリーグ屈指のセッターに成長。1984年日本リーグスパイク賞受賞。
一方、全日本では1983年にユニバーシアード代表に選出され、同年にはアジア選手権では優勝した。翌1984年、ロサンゼルスオリンピック全日本代表に選出される。翌1985年ワールドカップにも出場した。
1994年から始まったVリーグにもJTサンダーズの一員として引き続き参加。この頃からコーチを兼任し、同時期に広島テレビ放送の進め!スポーツ元気丸に解説者として出演していた。
1998年3月に選手を引退しJTを退部、日本バレーボール協会入りし全日本ジュニア男子監督に就任。
2000年、ゲンナジー・パルシン監督の要望によりJTに選手兼任コーチとして復帰、2001年黒鷲旗優勝。翌2002年5月現役引退、選手生活19年間で日本リーグおよびVリーグ通算324試合に出場した。ちなみに、引退当時は最年長選手記録であったが、のちに増成一志が更新している。
2001年から、広島県バレーボール協会強化委員長に就任、トップス広島バレーボール学校の講師として活躍。2007年からは県バレーボール協会専務理事に就任。ちなみに、五輪選手の地方協会専務理事就任は日本初。
その後は、県バレーボール専務理事の他、県体育協会理事、トップス広島理事、NHK・中国放送・広島テレビ放送・テレビ新広島に解説者として出演などの活動をしている。2016年3月末を持ってJTを退社。
2016年から広島経済大学男子バレーボール部監督に就任した。その傍ら引き続き広島県内各局のバレーボール中継に解説者として出演することがある。

## エピソード
ドーピング騒動
1984年ロサンゼルス五輪の時、田中幹保とともに、日本人オリンピック選手としては史上初であり、かつ2016年現在唯一であるドーピング検査の陽性反応が出た。
下村の場合は、テストステロンの異常値が見られたことによるもの。ただしこれが男性ホルモンの一種で生成に個人差があることから「執行猶予付き有罪」とされ隔離された。日本オリンピック委員会はこれを不服として再調査を行った結果、下村の特異体質ということが判明したため、これを受けてトーピング疑惑が晴れて無罪となったが、国際オリンピック委員会は五輪で隔離した判定について何も弁明はなかった。これ以降のドーピング検査ではテストステロンの陽性検査の方法が変更された。

## 球歴
- 全日本
  - オリンピック - 1984年
  - ワールドカップ - 1985年
  - アジア選手権 - 1983年
- リーグ通算
  - 出場 - 日本リーグ：第16回-27回、Vリーグ第1回-4回・第7回-8回
  - 通算出場 - 324試合

## 略歴
- 三重県立松阪工業高等学校
- 大阪学院大学
- 専売広島/JTサンダーズ選手 （1982-1998年）
- 全日本ジュニア男子監督 （1998-2000年）
- JTサンダーズ選手 （2000-2002年）
- 広島県バレーボール協会強化委員長
- 広島県バレーボール協会専務理事
- 広島経済大学男子バレーボール監督(2016年-)
- 中国大学バレーボール連盟理事（2023年-）